# Mikuny
Mikuny (oroszul: Микунь) város Oroszországban, Komiföldön, az Uszty-vimi járásban. Gazdasági alapját a vasút és a vasúti közlekedéshez kapcsolódó vállalatok képezik.
Lakossága: 10 730 fő (a 2010. évi népszámláláskor).

## Fekvése
Komiföld nyugati részén, Sziktivkartól 96 km-re északra helyezkedik el. Vasúti csomópont a Komiföldet délnyugat–északkeleti irányban átszelő Kotlasz–Vorkuta vasúti fővonalon, a Sziktivkarba, valamint az északnyugati Koszlanba vezető szárnyvonalak találkozásánál.

## Története
A vasúti fővonal építésekor, az állomás melletti munkástelepként jött létre. A vasút építését 1937 őszén rendelték el, hogy az északi Vorkuta szénmezőiről biztosítsák a központi körzetek szénellátását. Az előkészítés során (az Ajkino és Knyazspogoszt (Jemva) közötti szakaszon) két kis folyó, a Csub és a Sezsamka között állomás helyét jelölték ki. A tervezett „Vodorazgyelnaja” ('vízválasztó') nevű állomást az ott elhelyezett Gulag altábor foglyai kezdték építeni 1937-ben. Végül a három sínpárral épülő állomást és a mellette kialakult telepet a közeli falucska nevéről „Mikuny” néven jegyezték be.
Ezen a szakaszon (Kotlasz–Knyazspogoszt között) 1940 őszén indult meg a forgalom, bár a hibák helyrehozása és a hiányzó létesítmények építése (vagy az ideiglenes létesítmények, pl. fahidak állandóra cserélése) folytatódott. Mikunyon 1941 utolsó napjaiban haladt át a Vorkutából szenet szállító első szerelvény. (Az ostromlott Leningrádba nem jutott el, ezért végül Moszkvába továbbították.) A Konosa–Kozsva távon 1942 szeptemberében indult meg az állandó vasúti közlekedés.
A településen 1945-ben vasúti szakiskola nyílt (egy közeli településről költöztették át), ugyanabban az évben adták át rendeltetésének az állomásépületet. 1947-ben ide helyezték át a járműtelepet (mozdony depót), majd az üzemeltetés más részlegeit is. A vasút Mikuny fejlődését is fellendítette, 1950-ben kórház kezdte meg működését. A település 1948-ban munkástelepülés, 1959-ben városi címet kapott. Az 1950-es évek végén kiépítették a sziktivkari, az 1960-as években pedig a koszlani szárnyvonalat (200 km), és ezzel az állomás fontos vasúti csomóponttá változott.

## Népesség
- 1959-ben 11 347 lakosa volt.
- 1979-ben 11 326 lakosa volt.
- 1989-ben 12 507 lakosa volt.
- 2002-ben 11 680 lakosa volt, melynek 71,8%-a orosz, 12,2%-a komi, 8,3%-a ukrán és 1,1%-a csuvas.
- 2010-ben 10 732 lakosa volt, melynek 75,7%-a orosz, 10%-a komi, 6,5%-a ukrán és 1,1%-a csuvas.